# روبرت كاين (أستاذ جامعي)
روبرت كاين (بالإنجليزية: Robert Kane)‏ هو فيلسوف أمريكي، ولد في 25 نوفمبر 1938 في بوسطن في الولايات المتحدة.

## وصلات خارجية
- روبرت كاين على موقع IMDb (الإنجليزية)
- روبرت كاين على موقع ميوزك برينز (الإنجليزية)